# Bedrijfskaart
Een bedrijfskaart is een bedrijfsgebonden chipkaart die gebruikt wordt voor de digitale tachograaf.
Met de bedrijfskaart is het mogelijk om de gegevens van de ritten uit het apparaat te lezen. Ook is het nodig een lock-in te doen bij aanschaf van een nieuwe vrachtwagen.
De bedrijfskaart is verplicht voor elk bedrijf dat een of meer vrachtwagens heeft rijden die zijn uitgerust met een digitale tachograaf.